# Anolis centralis
Espèce
Synonymes
- Anolis argillaceus centralis Peters, 1970

Statut de conservation UICN

 LC  : Préoccupation mineure
Anolis centralis est une espèce de sauriens de la famille des Dactyloidae.

## Répartition
Cette espèce est endémique de l'Est de Cuba.

## Publication originale
- Peters, 1970 : Zur Taxonomie und Zoogeographie der kubanischen anolinen Eidechsen (Reptilia, Iguanide). Mitteilungen aus dem Zoologischen Museum in Berlin, vol. 46, p. 197-234.